# Luca Manzoli
Luca Manzoli (Pontorme, 1331 circa – Firenze, 14 settembre 1411) è stato un cardinale italiano.

## Biografia
Entrò nell'ordine degli Umiliati nel monastero di Ognissanti a Firenze, dove divenne magister in teologia e del quale fu anche abate.
Il 24 agosto 1408 fu nominato vescovo di Fiesole.
Fu creato cardinale presbitero da papa Gregorio XII, con il titolo di San Lorenzo in Lucina, nel concistoro del 19 settembre 1408, rinunciando alla sede di Fiesole, dove fu nominato un amministratore apostolico.
Il 27 ottobre 1408 fu nominato legato apostolico a Firenze e nella contea di Città di Castello. Fu privato del cardinalato da Gregorio XII per aver preso parte al concilio di Pisa.
Morì a Firenze il 14 settembre 1411 e fu sepolto nella chiesa del monastero di Ognissanti.
Il martirologio del suo ordine gli dà il titolo di beato e celebra la sua festa il 14 settembre; tuttavia la sua venerazione non è mai stata confermata.